# Smreczyński Staw
Smreczyński Staw je největší jezero v Kościeliské dolině v Západních Tatrách v Polsku. Je vůbec největším jezerem, které se nachází v polské části Západních Tater. Má rozlohu 0,7520 ha a je 112 m dlouhé a 99 m široké. Dosahuje maximální hloubky 5,3 m a objemu 13 540 m³. Leží v nadmořské výšce 1226 m.

## Okolí
Nachází se uprostřed lesa v dolní východní části širokého morénového hřbetu, který spadá na sever ze Smrečinského vrchu mezi Pyszniańskou a Tomanowou dolinou.

## Vodní režim
Pleso má malý povrchový přítok ale nemá povrchový odtok. Náleží k povodí Dunajce. Rozměry jezera v průběhu času zachycuje tabulka:
| Rok  | Měření prováděl | Rozloha ha | Délka m | Šířka m | Hloubka max.m | Objem m³ |
| ---- | --------------- | ---------- | ------- | ------- | ------------- | -------- |
| —    | WET             | 0,752      | 112     | 99      | 5,3           | —        |
| 2005 | Gregor, Pacl    | 0,7520     | —       | —       | 5,3           | 13 540   |

## Přístup
Pleso je veřejnosti přístupné
- po černé turistické značce od Schroniska na Hali Ornak. Délka výstupu je 25 minut.